# Ka (dusza)
Ka – w mitologii staroegipskiej było niematerialnym sobowtórem człowieka i jednocześnie jego duchem opiekuńczym, który nawet po śmierci nie opuszcza ciała.
Ka był przedstawiany jako brodaty człowiek z koroną na głowie. Był on także przewodnikiem zmarłego w zaświatach, zaopatrując go w żywność i prowadząc przed oblicze boga Re.